# 王重霸
王重霸（?—?），字定大，唐末軍事人物。
唐末黃巢之亂時，為黃巢部將，任草軍別部帥。高駢遣張璘擊敗重霸，歸附於唐，授通奉大夫。朱溫篡位，在汴州（今開封）稱帝，史稱後梁，重霸官居太子少傅，加尚書，以光祿卿致仕。
宋朝大將王彥超即其子。